# Carex molestiformis
Carex molestiformis là một loài thực vật có hoa trong họ Cói. Loài này được Reznicek & Rothrock mô tả khoa học đầu tiên năm 1997.